# Медресе Модарихон
Медресе́ Модарихо́н (узб. Modarixon madrasasi/Модарихон мадрасаси) — архитектурный памятник, медресе в Бухаре. Построено в 1566/1567 годах.
Строение входит в состав ансамбля Кош-медресе («пара медресе») вместе с медресе Абдулла-хана. Архитектурные памятники расположены с разных сторон неширокой улицы, порталами друг напротив друга.
Здание возведено и названо в честь матери могущественного шейбанидского хана Абдуллахана II. Строительство велось в период его правления, в 1566/1567 годах (974 год по хиджре).
Здание четырёхугольно в плане со сторонами 67 x 45 метров, имеет два этажа. Медресе может быть квалифицировано как типовое, небогато отделанное. Сооружение не декорировано со всех сторон, кроме входной, однако его фасад оформлен ярко.
Оба медресе, входящие в состав комплекса, демонстрируют экономный рационализм, приобретённый бухарской архитектурой в XVI веке: сокращение дорогих облицовочных материалов, их концентрация лишь по основному входу и во дворе построек.
С фасадной стороны медресе возведён монументальный пештак. Над главным входом выложена майоликовая стихотворная надпись, которая сообщает о годе строительства по хиджре. C боков от портала двумя этажами тянутся комнаты, по три на обоих этажах с каждой стороны фасада (в общей сложности, 12). Их входы образуют двухэтажный арочный ряд, украшенный изразцами, отделяя помещения друг от друга. Изразцами формируется орнамент в геометрическом стиле. В каждую комнату ведёт своя дверь, над всеми дверями имеется ганчевая решётка-панджара. По углам фасада возвышаются расписные башенки-гулдаста, облицовка которых сложена глазурованным кирпичом.
Внутренний двор медресе представляет собой правильный четырёхугольник. По его периметру расположены худжры с айванами. С передней стороны двора находятся миянсарай дарсхона и мечеть. С противоположной от входа стороны над угловыми комнатами поднимаются сферические купола. Паруса сетчатые, ганчевые. Кладка стен относится к XVI веку.
В 1997—1998 годах здание медресе было отремонтировано.